# Toda una vida
Toda una vida é uma telenovela mexicana, produzida pela Televisa e exibida pelo El Canal de las Estrellas entre 6 de abril e 5 de junho de 1981, substituindo Soledad e sendo substituída por El derecho de nacer, em 45 capítulos.

## Elenco
- Ofelia Medina - Alejandra Pastora
- Arturo Alegro - Salvador Díaz Miron
- Jorge Arvizu - Francisco I de Medeira
- Miguel Ayones - Martín
- Georgina Barragán - Genara
- Rolando Barral - Rene Racquer
- Mary Begoña - Felisa
- Dolores Beristáin - Romualda
- Delia Casanova - Moravia Castro